# Északi Front (első világháború)
Az Északi Front (oroszul: Северный фронт)  a cári orosz hadsereg nagyobb alakulata, hadseregcsoportja volt az első világháborúban. Elvonással hozták létre 1915. augusztus 18-án az Északnyugati Frontból (a másik új csoport a Nyugati Front lett). 1916-ban másodrangú feladatot kapott a naracs-tavi offenzívában, majd júliusban a terv szerint befelé tett fordulattal kellett volna támogatnia a Nyugati Front fő csapását, a parancsnok azonban a naracs-tavi vereség után nem akart újabb támadásban részt venni és tétlen maradt (ezután gyorsan leváltották).
1917-ben március elején II. Miklós a front főhadiszállásán tartózkodott. Itt fogadta Gucskov és Sulgin Duma-képviselőket, akik azért jöttek, hogy kieszközöljék a lemondását. (A parancsnok, Ruzszkij is a cár lemondása mellett volt, táviratban kikérte frontparancsnok-társai véleményét a kérdésben, akik szintén egyetértőleg nyilatkoztak.) A cár az utolsó pillanatban váratlanul ravaszkodni kezdett: nem a fia, hanem Mihail nagyherceg javára mondott le, így a lemondása szabálytalan volt, ugyanis I. Pál utódlási törvénye értelmében a cárok nem választhatják ki maguk az utódjukat. Abban reménykedett, hogy később erre hivatkozva visszaszerezheti a trónt.

## Összetétel
- 1. hadsereg (1916. április – 1917. július; 1917. szeptember – 1918)
- 5. hadsereg (1915. augusztus – 1918)
- 6. hadsereg (1915. augusztus – 1916. december)
- 12. hadsereg (1915. augusztus – 1918)
- 42. hadtest (1916 decemberétől)

## Parancsnokok
- 1915. augusztus 18. – 1915. december 6. — Nyikolaj Ruzszkij gyalogsági tábornok
- 1915. december 6. – 1916. február 2. — Pavel Plehve gyalogsági tábornok
- 1916. február 2. – 1916. július 22. — Alekszej Kuropatkin gyalogsági tábornok
- 1916. augusztus 1. – 1917. április 25.— Nyikolaj Ruzszkij gyalogsági tábornok
- 1917. április 29. – 1917. június 1. — Abram Dragomirov lovassági tábornok
- 1917. június 1. – 1917. augusztus 29. — Vlagyiszlav Klembovszkij gyalogsági tábornok
- 1917. augusztus 29. – 1917. szeptember 9. — Mihail Boncs-Brujevics vezérőrnagy
- 1917. szeptember 9. – 1917. november 14. — Vlagyimir Cseremiszov gyalogsági tábornok
- 1917. november 14. –  — Jakov Jozefovics vezérőrnagy

## Fordítás
- Ez a szócikk részben vagy egészben  a   Northern Front (Russian Empire) című angol Wikipédia-szócikk ezen változatának fordításán alapul.  Az eredeti cikk szerkesztőit annak laptörténete sorolja fel. Ez a jelzés csupán a megfogalmazás eredetét és a szerzői jogokat jelzi, nem szolgál a cikkben szereplő információk forrásmegjelöléseként.